# Herringsen
Herringsen, znana również jako Hiäringesen – dzielnica (Ortsteil) gminy Bad Sassendorf w powiecie Soest, w kraju związkowym Nadrenia Północna-Westfalia, w rejencji Arnsberg.

## Geografia
Herringsen położona jest 9 km na wschód od Soest.

## Demografia
Według spisu ludności z 2015 roku, w Herringsen mieszkało 121 mieszkańców.

## Historia
Herringsen, wtedy nazywana Herwardinchusen, została wspomniana w dokumencie datowanym na rok 1280.

### Reorganizacja gmin
Według ustawy z 24 czerwca 1969 roku (niem. Gesetz zur Neugliederung des Landkreises Soest und von Teilen des Landkreises Beckum, § 7, Herringsen jest dzielnicą gminy Bad Sassendorf.

## Polityka
Burmistrzem dzielnicy (niem. Ortsvorsteher) jest Heinrich Brandhoff.